# Соганды
Соганды (каз. Соғанды) — село в Кордайском районе Жамбылской области Казахстана. Входит в состав Беткайнарского сельского округа. Код КАТО — 314835500.

## Население
В 1999 году население села составляло 288 человек (142 мужчины и 146 женщин). По данным переписи 2009 года в селе проживало 388 человек (198 мужчин и 190 женщин).

## Галерея
| - Село Соганды на Курдае - Указатель поворота на Соганды с автотрассы Западная Европа — Западный Китай, пересекающей Кордайский перевал с востока на запад |